# Ciclo (música)
'Ciclo tiene varios significados en el campo de la música.
Acústicamente, se refiere a una vibración completa, la unidad base es el Hertz, siendo un ciclo por segundo. En teoría, un ciclo de intervalo es una colección de clases de paso creadas por una secuencia de intervalos idénticos. Por otro lado, las piezas individuales que se agregan en las obras más grandes son considerados ciclos, por ejemplo, los movimientos de una suite, sinfonía, sonata, o cuarteto de cuerda. Esta definición se puede aplicar a todo, desde la configuración de la misa o un ciclo de canciones para un ciclo de ópera. 
Ciclo se aplica también a la actuación completa de la obra de un compositor individual en un género.
Los ciclos armónicos -secuencias repetidas de una progresión armónica- son la raíz de muchos géneros musicales, tales como las de blues de doce compases. En las composiciones de este género, la progresión de acordes se puede repetir indefinidamente, con la variación melódica y lírica que forma el interés musical. La forma de tema y variaciones es esencialmente de este tipo, pero en general en una escala más grande.
La composición utilizando una fila de tonos es otro ejemplo de un ciclo de material de tono, aunque puede ser más difícil de oír debido a que las variaciones son más diversas.

## Ciclos de opera
- Richard Wagner's Ring Cycle consiste en cuatro operas individuales.
- Giacomo Puccini's Il tabarro, Suor Angelica, y Gianni Schicchi forman un conjunto de tres operas de un acto, que se pretende que se ejecuten conjuntamente y que se denominan colectivamente Il trittico.
- Robert Ashley's Perfect Lives, Atalanta, y Now Eleanor's Idea forman una trilogía.
- R. Murray Schafer Patria se compone de doce trabajos separados, que él clasificaba como "teatro musical".
- Karlheinz Stockhausen Licht consiste en siete operas individuales llamadas según los días de la semana.